# Juiti
Juiti, Sibirski Juiti, Sibirski Jupici, Sibirski Eskimi ili Azijski Eskimi (rus. Эскимосы) su Eskimi Jupici koji obitavaju na obalama Čukotskog poluostrva na dalekom severoistoku Rusije u Ruskoj Federaciji i na ostrvu Sent Lorens na Aljasci u SAD. Juiti uključuju tri podgrupe Čaplince, Naukance i Sirenikce. Svaka od ovih grupa upotrebljava ili je upotrebljavala poseban jezik (čaplinski (ili centralnosibirsko jupički), naukanski i sirenički). Ovi jezici pripadaju jupičkoj grani eskimskih jezika eskimsko-aleutske familije jezika.
Ime Juit (rus. Юит, množina: Юиты) im je zvanično pripisano 1931. godine, za vreme kratke kampanje podrške starosedelačkih kultura Sovjetskog Saveza. Oni sebe samooznačavaju Jupigitima (rus. Йупигыт) sa značenjem „pravi ljudi”.
Iščezli sirenički jezik kojim su govorili Sirenički Eskimi iz sela Sireniki, pokazivao je mnogo osobenosti u poređenju sa ostalim eskimskim jezicima. Govornici ovog jezika se ne mogu sporazumevati sa susedima Eskimima koji govore druge sibirsko-jupičke jezike. Postoje različiti stavovi o klasifikaciji ovog jezika, nekada je svrstan u jupičku, a nekad u posebnu treću granu (pored jupičke i inuitske grane) eskimskih jezika.

## Plemena
Juiti se dele na tri plemena:
- Čaplince;
- Naukance;
- Sirenikce.

## Kultura

### Tradicionalne rukotvorine
Juiti na Sent Lorensu žive u selima Savunga i Gambel, i nadaleko su poznati po svojim veštinama rezbarenja kljova morža i kosti kitova, ali takođe i kosti za filtriranje kod grenlanskog kita. To čak podrazumeva pomerajuće skulpture sa komplikovanim koturom koji pokazuje scene lova na morževe ili tradicionalnog plesa.

### Mesto stanovanja
Zimska zdanja Čaplinaca (Ungazighmiit) su okruglog ili kupolastost oblika. Nazivaju se „jarange” u literaturi, ali se slične strukture odnose na građevine Čukčija. Na jeziku Čaplinaca, njihovo ime je . U zadnjem delu jaranga se nalazi mala prostorija, the , koja se koristi za život i spavanje. Ona je odvojena od spoljnog, daljeg i hladnijeg dela jarange pomoću koža irvasa i trave i sve to podupreto strukturom sličnoj kavezu. Domaćinski poslovi se obavljaju u predvorju jarange, ispred unutrašnjeg glavnog dela, gde se u čuva večina posuđa. Dok traju zimske oluje i tokom noći, u tim delovima jarange borave i psi. Ova soba koja se koristi za razne stvari se naziva .
Postoje i druge građevine kod Čaplinaca:  modernizovani tip jarangi, i  koja se upotrebljava leti.

### Šamanizam
U mnogim eskimskim kulturama postoji čovek koji se smatra mediatorom (između čoveka i bića u koje se veruje) — najčešće se naziva „šaman” u literaturi. Iako su eskimske kulture daleko od homogenih (imaju sličnosti), šamanizam među Eskimima ima puno varijanti.
Sibirski Juiti takođe imaju šamane. U poređenju sa varijantom šamanizma kod američkih Eskima, šamanizam sibirskih Juita naglašava značaj održavanja dobrog odnosa sa morskim životinjama. Ungazighmiiti ili Čaplinci (najveća grupa Sibirskih Eskima) su imali , koji je dobijao poklone zbog vršenja šamanskih obreda i lečenja. Ova isplata ima posebno ime,  — na njihovom jeziku ima mnogo imena za različite poklone i nagrade i ovo je jedno od njih. (Mnogi pokloni i reči koji upotrebljavaju su vezani za kulturu kao što su festivali, sklapanje brakova itd.; ili za pravljenje suptilnih razlika sa stvarima u smislu: „stvar, data nekome jer nema ni jednu”, „stvar, data, nije prosio za nju”, „stvar, data nekome kao nikome do sada”, „stvar, data u zamenu” i tako dalje.).

### Davanje imena
Slično za nekoliko eskimskih kultura, davanje imena novorođenčadi kod Sibirskih Juita uključuje neku preminulu osobu i da se kroz davanje imena detetu, te osobe reinkarniraju. Čak se pre rođenje deteta detaljno analiziraju snovi i događaji koji prethode rođenju. Posle rođenja deteta, fizičke osobine deteta se porede sa osobom koja je preminula. Davanje imena je jako bitno - ukoliko dete po rođenju umre, znači da joj/njemu je dato „pogrešno” ime. U slučaju bolesti, za davanje dodatnih imena se veruje da se može pomoći u izlečenju.

### Amajlije
Amajlije se mogu pojaviti u mnogo oblika i mogu štititi pojedinačnu osobu koja ih nosi ili celu porodicu. Takođe postoje lovačke amajlije. Neki od primera su:
- glava vrane koja vidi na ulazu u kuću predstavlja porodičnu amajliju;[17]
- figurina izrezbarena u kamenu u obliku morževe ili pseće glave se nosi kao individualna amajlija;[18]
- lovne amajlije se okače na nešto ili se nose.[17] Slikovni prikaz kitova ubica na alatima morskih lovaca,[12] videti šta označava verovanje u ovog morskog sisara u daljem tekstu.

### Koncepti koji se tiču živog sveta
Orka, vuk, gavran, pauk, i kit su značajni i najčešće upotrebljavani motivi. To se u folkloru (bajkama) najbolje vidi. Na primer, pauk koji spašava život devojčici. je narativni motiv koji opisuje pauka kao dobronamernu osobu ili stvorenje, koje ljude spašava svojoj paučinom, podižući ih u visine kada naiđe opasnost. Ovo je predstavljeno u mnogim pričama Sireničkih Eskima.
Veruje se da se mamac za lovljenje morskih životinja može vratiti u more i da se od njega opet načini kompletna životinja. Zato nikada nisu lomili kosti, samo su ih sekli kod zglobova.

#### Kit ubica i vuk
U pričama i verovanjima ovih ljudi, vuk i kit ubica se smatraju identičnim: kit ubica može postati vuk i obrnuto. Tokom zime se pojavljuju u obliku vuka, a tokom leta imaju formu kita ubice. Za kita ubicu se veruje da pomaže ljudima prilikom lova na moru — na brodovima se često nalazi kao amajlija urezane na stranama brodova ili se prave male drvene amajlije koje se kače na pojaseve lovaca. Takođe se male žrtve priklanjaju kitovima ubicama bacanjem duvana u more njima jer se verovalo da to pomaže lovcima za lov na morževe. Verovalo se da orka pomaže lovcima čak iako je u obliku vuka - vuk tera irvase da dozvole sebi da budu ubijeni od strane lovaca.

#### Kit
Verovalo se da samo ljudi koji su odabrani od strane duha mora mogu da love kitove. Lovac mora da zamoli kita da ga ubije: kit se mora tretirati sa poštovanjem, kao gost. Kao što dobar domaćin nikada ne ostavlja tek stiglog gosta samog. Tome slično, ubijeni kit ne sme biti ostavljen sam od strane lovca koji ga je ubio. Kao i gost, on ne sme biti povređen ili ne sme se dozvoliti da bude tužan. On se mora zabavljati (npr. perkusijalnom muzikom, dobrom hranom). Prilikom sledeće seobe kitova (kitovi migriraju dva puta godišnje, na proleće idu na sever, a na jesen se vraćaju na jug), prethodno ubijeni kit se ispraća nazad ritualnim obredom. Ako je ubijeni kit bio zadovoljan (tokom polugodišnjeg perioda gostovanja), može se očekivati da će se jato opet vratiti, a to opet znači da će naredne sezone lova na kita biti uspešne.

### Nebeski koncepti
U pričama se nebo prikazuje kao zasvođeni trezor. Nebeska bića formiraju rupe u njemu: iza ovog trezora se nalazi specijalno svetli prostor.

### Engleske
- Burch, Ernest S. (junior); Forman, Werner (1988). The Eskimos. Norman, Oklahoma 73018, USA: University of Oklahoma Press. ISBN 978-0-8061-2126-0.
- Campbell, Lyle. (1997). American Indian languages: The historical linguistics of Native America. New York: Oxford University Press. ISBN 978-0-19-509427-5.
- Menovščikov, G. A. (= Меновщиков, the same author as at the Russian part) (1968). „Popular Conceptions, Religious Beliefs and Rites of the Asiatic Eskimoes”.  Ур.: Diószegi, Vilmos. Popular beliefs and folklore tradition in Siberia. Budapest: Akadémiai Kiadó.
- Menovshchikov, Georgy (= Г. А. Меновщиков) (1990). „Contemporary Studies of the Eskimo–Aleut Languages and Dialects: A Progress Report” (PDF).  Ур.: Dirmid R. F. Collis. Arctic Languages. An Awakening (pdf)|format= захтева |url= (помоћ). Vendôme: UNESCO. стр. 69—76. ISBN 978-92-3-102661-4.
- de Reuse, Willem J. (1994). Siberian Yupik Eskimo: The language and its contacts with Chukchi. Studies in indigenous languages of the Americas. Salt Lake City: University of Utah Press. ISBN 978-0-87480-397-6.

### Ruske
- Меновщиков, Г. А. (1962). Грамматиκа языка азиатских эскимосов. Часть первая. Москва • Ленинград: Академия Наук СССР. Институт языкознания. The transliteration of author's name, and the rendering of title in English: Menovshchikov, G. A. (1962). Grammar of the language of Asian Eskimos. Vol. I. Moscow • Leningrad: Academy of Sciences of the USSR.
- Меновщиков, Г. А. (1964). Язык сиреникских эскимосов. Фонетика, очерк морфологии, тексты и словарь. Москва • Ленинград: Академия Наук СССР. Институт языкознания. The transliteration of author's name, and the rendering of title in English: Menovshchikov, G. A. (1964). Language of Sireniki Eskimos. Phonetics, morphology, texts and vocabulary. Moscow • Leningrad: Academy of Sciences of the USSR.
- Рубцова, Е. С. (1954).  Материалы по языку и фольклору эскимосов (чаплинский диалект) (на језику: руски). Москва • Ленинград: Академия Наук СССР. The transliteration of author's name, and the rendering of title in English: Rubcova, E. S. (1954). Materials on the Language and Folklore of the Eskimoes, Vol. I, Chaplino Dialect. Moscow • Leningrad: Academy of Sciences of the USSR.

## Dodatna literatura
- Krupnik, Igor, and Nikolay Vakhtin. 1997. "Indigenous Knowledge in Modern Culture: Siberian Yupik Ecological Legacy in Transition". Arctic Anthropology. 34, no. 1: 236.

## Spoljašnje veze
- Bogoraz, Waldemar (1913). The Eskimo of Siberia (pdf). Memoirs of the American Museum of Natural History. Leiden • New York: E. J. Brill ltd  • G. E. Stechert & co. Tales rendered in English; the song texts both in English and in original. Large PDF file requiring considerable computation resources.
- Bogoraz, Waldemar (1913). The Eskimo of Siberia. Memoirs of the American Museum of Natural History. Leiden • New York: E. J. Brill ltd  • G. E. Stechert & co. HTML format, the original language versions of the song texts are omitted.
- Rubtsova, Ekaterina Semenovna. Yupik Eskimo Text from the 1940s. Архивирано из оригинала (pdf) 01. 12. 2018. г. Приступљено 08. 09. 2017. Collection of 27 texts collected by Rubtsova in 1940-1941. Translated into English and edited by Vakhtin. (The English version is the last file at the bottom of the page.) Downloadable from UAF's site licensed under Creative Commons Attribution-Noncommercial-No Derivative Works 3.0 United States License.
- Vajda, Edward J. „Siberian Yupik (Eskimo)”. East Asian Studies. Архивирано из оригинала 28. 10. 2016. г. Приступљено 08. 09. 2017.
- Asian Eskimo Language page of Endangered Languages of Indigenous Peoples of Siberia
- Ethnologue report
- The Asiatic (Siberian) Eskimos
- Ainana, Ludmila; Tatiana Achirgina-Arsiak; Tein, Tasian. „Yupik (Asiatic Eskimo)”. Alaska Native Collections. Архивирано из оригинала 12. 11. 2013. г. Приступљено 08. 09. 2017.
- Endangered Languages in Northeast Siberia: Siberian Yupik and other Languages of Chukotka by Nikolai Vakhtin
- * Krupnik, Igor and Mikhail Chlenov (2007). The end of “Eskimo land": Yupik relocation in Chukotka, 1958-1959 Études/Inuit/Studies 31 (1—2) pp. 59–81.
- Smithsonian Institution, Alaska Native Collections, St. Lawrence Island Yupik Архивирано на веб-сајту  (28. април 2017)
- (језик: руски) Г. А. Меновщиков: Азиатских эскимосов язык is a summary of the Chaplino dialect. It can be read among other articles, collected under name Языки мира — Палеоазиатские языки (Languages of the world — Paleoasian languages).
- (језик: руски) Support for Siberian Indigenous Peoples Rights (Подержка прав коренных народов Сибири)—see the section on Eskimos
- (језик: руски) Духовная культура (Spiritual culture), subsection of Support for Siberian Indigenous Peoples Rights (Подержка прав коренных народов Сибири) — see the section on Eskimos
- (језик: руски) A radio interview with Russian scientists about Asian Eskimos
- (језик: руски) ICC Chukotka, the regional office of Inuit Circumpolar Council
- Krauss, E. Michael (2005). „Eskimo languages in Asia, 1791 on, and the Wrangel Island-Point Hope connection”. Études/Inuit/Studies. 29 (1–2).

Fotografije
- „Архивирана копија” Поселок Унгазик (Чаплино) (на језику: руски). Музея антропологии и этнографии им. Петра Великого (Кунсткамера) Российской академии наук. Архивирано из оригинала 28. 2. 2009. г. Приступљено 8. 9. 2017. Rendering in English: Ungaziq settlement, Kunstkamera, Russian Academy of Sciences.
- „Ungazik settlement”. Kunstkamera, Russian Academy of Sciences. Архивирано из оригинала 05. 05. 2009. г. Приступљено 08. 09. 2017. Ungaziq is the name-giving settlement for the largest Siberian Yupik group, Ungazighmiit. Enlarged versions of the above series, select with the navigation arrows or the form.
- „Архивирана копија” Поселок Наукан (на језику: руски). Музея антропологии и этнографии им. Петра Великого (Кунсткамера) Российской академии наук. Архивирано из оригинала 28. 2. 2009. г. Приступљено 8. 9. 2017. Rendering in English: Naukan settlement, Kunstkamera, Russian Academy of Sciences.
- „Naukan settlement”. Kunstkamera, Russian Academy of Sciences. Архивирано из оригинала 09. 02. 2012. г. Приступљено 08. 09. 2017. Enlarged versions of the above series, select with the navigation arrows or the form.
- Geist, O. W. (photo by) (1927). „Gut parka”. Alaska Native Collections. Anchorage Museum of History and Art. Архивирано из оригинала 25. 07. 2011. г. Приступљено 08. 09. 2017. “Nita Tokoyu of Gambell, St. Lawrence Island, sews a gut parka with Kakhsogon (left) and Wiyi (right) standing by".
- Choris, Ludovik (illustration by) (c. 1825). „House interior”. Alaska Native Collections. Anchorage Museum of History and Art. Архивирано из оригинала 25. 07. 2011. г. Приступљено 08. 09. 2017. “Yupik men wear gut parkas in this image of a St. Lawrence Island house interior, c1825".